# Kämpar vi äro, fanan vi bära
Kämpar vi äro, fanan vi bära är en svensk psalm med tre verser som skrevs 1921 av Wissa Nyqvist. Musiken är komponerad samma år av David Ahlberg.

## Publicerad i
- Svensk söndagsskolsångbok (1929) som nr 231 under rubriken "Barndoms- och ungdomstiden".[2]
- Svenska Missionsförbundets sångbok (1951) nr 668, under rubriken "Ungdomstiden".[1]

### Fotnoter
1. 1 2   Sånger och psalmer musik och text : för enskilt och offentligt bruk. Stockholm: Missionsförb. 1951. Libris 3387612
2. ↑  231. Kämpar vi äro i Projekt Runeberg